# Hypocreopsis amplectens
Espèce
Statut de conservation UICN

 CR C2a(i) : 
En danger critique
Hypocreopsis amplectens est une espèce de champignons ascomycètes de la famille des Hypocreaceae. C'est l'un des rares taxons de champignons qui ait été évalué en danger critique d’extinction par l'Union internationale pour la conservation de la nature.